# Monzoro
Monzoro (Monzor in dialetto milanese) è una frazione del comune di Cusago in provincia di Milano, posta a nordest del centro abitato, verso Seguro.

## Storia
Monzoro fu un antico comune del Milanese, le cui prime testimonianze sono probabilmente da legare all'epoca romana.
I primi documenti scritti pervenutici in cui il nome di Monzoro viene citato sono gli "Statuti delle acque e delle strade del contado di Milano fatti nel 1346": il borgo risultava allora incluso nella pieve di Nerviano e veniva indicato come una delle località cui spettava la cura stradale verso Baggio.
Nella seconda metà del Cinquecento, san Carlo Borromeo diede l'ordine di redigere i primi stati d'anime, dai quali risulta che l'abitato di Monzoro aveva in totale 187 abitanti, di cui 64 residenti nell'attuale nucleo storico della frazione e 123 nelle campagne circostanti.
Tra il tardo Medioevo e il Rinascimento la comunità di Monzoro subì un fenomeno di infeudamento al Comune di Cornaredo che perdurò fino al riordinamento amministrativo imperiale del 1757, tanto che in base al censimento voluto nel 1771 dall'imperatrice Maria Teresa, il restaurato Comune di Monzoro contò 171 anime. Alla proclamazione del Regno d'Italia nel 1805 risultava avere 110 abitanti. Nel 1809 fu soppresso con regio decreto di Napoleone ed annesso a Cusago. Il Comune di Monzoro fu quindi ripristinato con il ritorno degli austriaci, che tuttavia tornarono sui loro passi nel 1841 stabilendo la definitiva e perpetua unione a Cusago.

## Monumenti e luoghi d'interesse

### Architetture religiose

#### Chiesa di San Francesco
La chiesa di San Francesco di Monzoro (detta anche di Santa Maria Nascente dalla prima dedicazione), venne originariamente edificata negli ultimi decenni del Cinquecento come luogo di culto per le esigenze degli abitanti dell'allora comune indipendente di Monzoro, distante dal centro abitato di Cusago da cui la parrocchia dipendeva. La chiesa venne completamente ricostruita nel 1815 in stile neoclassico come ancora oggi appare.

## Società

### Evoluzione demografica
"Abitanti censiti"